# Повисилица
Повисилица (♯) у музици означава повишење тонова који се налазе испред ње за један полустепен. Именима овако повишених тонова се додаје наставак -ис. На пример цис (повишено це), дис (повишено де), еис (повишено е) итд.
У нотном запису се такође јавља потреба да неки тон буде два пута повишен тј. повишен за цео степен. Том приликом се користи двострука повисилица, која се пише или тесним спајањем две повисилице (без додира) или крстом који личи на детелину са четири листа. Тоналитети у чијим предзнацима се јављају ове повисилице нису практични, те се због тога јако ретко налазе ван теорије музике.

## Запис
Знак се углавном пише тако да површина ограђена са његове четири линије ограђује место тона који се повишава. У оквиру нотног система то је у празнини односно на црти. А ван система је потребно повлачити помоћне линије као што би се то радило и за ноте.

## Употреба
Постоје две могуће употребе овог знака:
- Испред кључа или на месту промене тоналитета овај знак означава повишење сваког следећег тона кога он обухвата, до следеће промене тоналитета.
- Унутар такта овај знак означава повишење сваког следећег њиме обухваћеног тона, али само до краја такта.